# مستعصم
أبو أحمد عبدالله بن منصور بن محمد المستعصم بالله (۶۵۶–۶۰۹ قمری در بغداد) آخرین خلیفه عباسی در بغداد بود که از سال ۶۴۰ تا ۶۵۶ قمری (‎۱۲۴۲ – ۱۲۵۸میلادی) خلافت کرد. شکست او سقوط بغداد در ۶۵۶ قمری (۱۲۵۸ میلادی)، نابودی بیت‌الحکمه توسط مغولان و پایان دوران طلایی اسلام را به‌همراه داشت.

## زندگی
مستعصم پسر خلیفه عباسی مستنصر و مادرش هاجر پس از مرگ پدر، در اواخر سال ۱۲۴۲ به سلطنت رسید. به دلیل مخالفتش با به قدرت رسیدن شجر الدر به سلطنت مصر در طول جنگ صلیبی هفتم مشهور است. گفته شده او به مصر پیام فرستاد و گفت: اگر در آنجا مرد ندارید به ما بگویید تا بفرستیم. در سال ۱۲۵۵/۱۲۵۶ میلادی هولاکو خان پادشاه ایلخانان خلیفه را مجبور کرد که نیروهای خود را برای لشکرکشی به الموت به او قرض دهند.

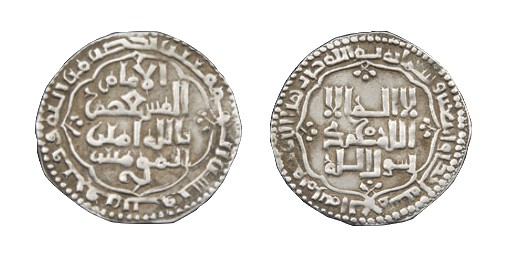
یک نمونه از درهم‌های دوره مستعصم

در ۶۵۶ق (۱۲۵۸میلادی) فرستادگان هولاکو از او خواستند که تسلیم شود و خود یا وزیرش مؤیدالدین بن العلقمی به نزد او بیاید، ولی مستعصم اعتنا نکرد و هلاکو دستور محاصره بغداد را داد. مغول‌ها با استفاده از ماشین‌های دژشکن و منجنیق تلاش کردند تا دیوارهای شهر را بشکنند و بخش قابل توجهی را تصرف کردند. مستعصم که اقبال کمی برای بازپس‌گیری دیوارها داشت، تلاش کرد تا مذاکره کند ولی هولاکو رد کرد. حدود ۳۰۰۰ نفر از سرشناسان بغداد سعی کردند با هولاکو مذاکره کنند اما همه به قتل رسیدند. پنج روز بعد، شهر تسلیم شد، اما مغول‌ها سه روز بعد وارد شهر شدند و یک هفته کشتار و ویرانی آغاز شد. خلیفه با نزدیکانش در یکشنبه ۴ صفر ۶۵۶ قمری تسلیم شدند. هولاکو از ریختن خون خلیفه بخاطر عقاید خود ترس داشت. برخی می‌گویند خلیفه را در قالی پیچیدند و تا حد مرگ زدند. برخی نیز می‌گویند خلیفه را در آب غرق کردند تا خونی نریزد.
بر پایه سفرنامه مارکوپولو، هلاکو او را در اتاقی بدون آب و خوراک زندانی کرد و او را وادار به خوردن زرهایی کرد که انبار کرده بود. دیگر پسر وی در مغولستان به زندان فرستاده شد و چنانچه مورخان نگاشته‌اند، در آن جا ازدواج کرد و فرزندانی داشت.

## روایت خیانت وزیر
بعضی از مورخان شکست خلیفه را در اثر نقشه‌کشی و خیانت عمدی وزیر او دانسته‌اند. ابن کثیر می‌گوید ابن علقمی کوشش تمام بکار برد تا ارتش را خالی کند و اسم ارتشیان را از دیوان ارتش پاک نموده و آن‌ها را اخراج می‌نمود، تعداد ارتشیان در ایام المستنصر حدود صد هزار جنگجو بود که پیوسته آن‌ها را کم نموده تا این‌که بیش از ده هزار نفر باقی نگذاشت سپس با تاتار مراسله نموده و آن‌ها را برای حمله به کشور تشویق نمود و نقاط ضعف کشور را برایشان روشن نمود.

## عاقبت

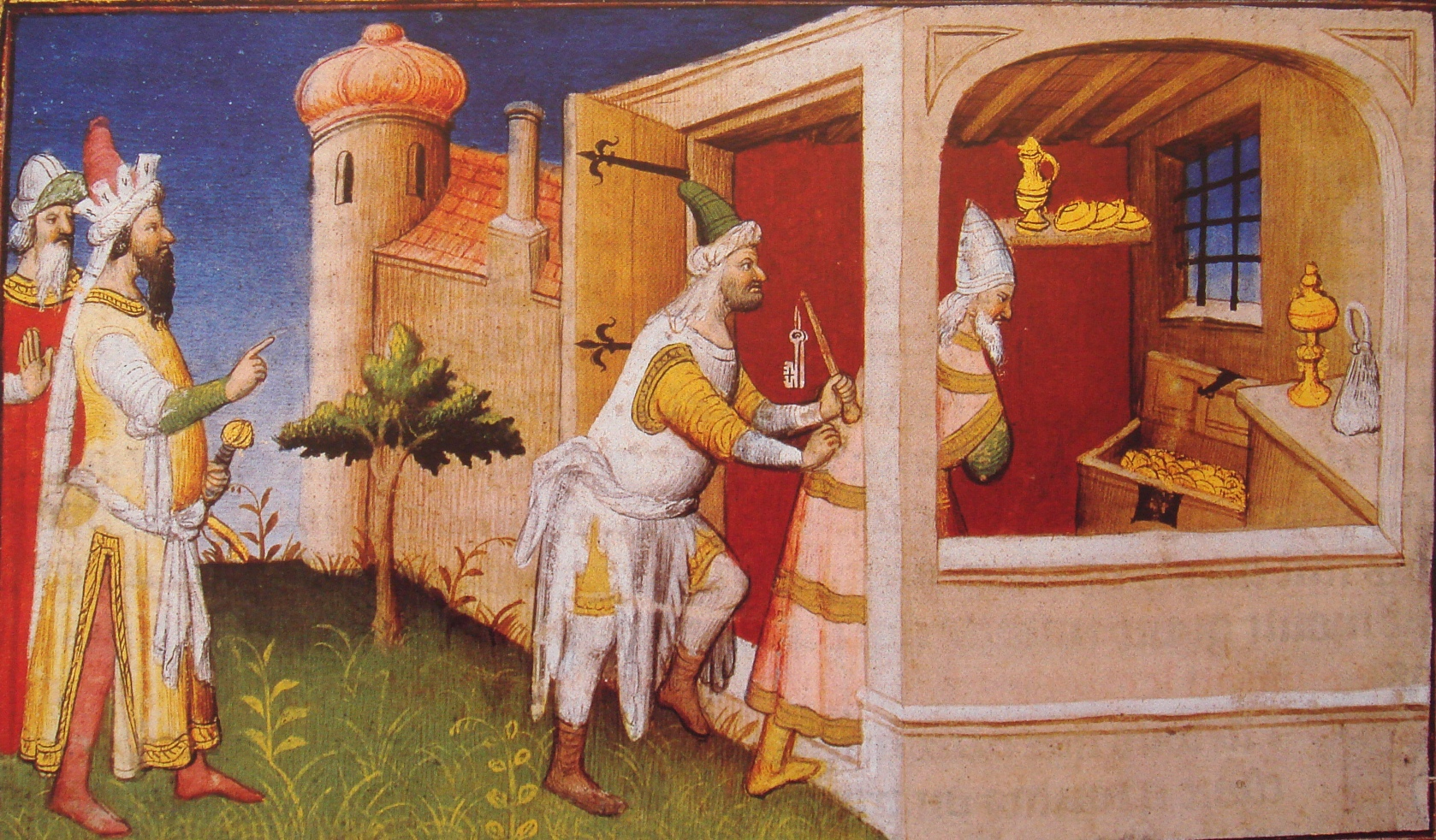
هولاکو، فرمانروای مغول، در حال وارد کردن خلیفه بغداد (مستعصم) به درون خزانه‌اش.

هولاکو ۳۰۰۰ سرباز مغول را برای بازسازی بغداد جا گذاشت. مدت کوتاهی ابن علقمی و سپس عطاملک جوینی را به حکومت بغداد، بین‌النهرین سفلی و خوزستان منصوب کرد.همسر نسطوری هولاکو، دوقوز خاتون، شفاعت کرد تا جان ساکنان مسیحی بغداد را نجات دهد. هولاکو کاخ سلطنتی را به جاثلیق ماکیخا تقدیم کرد و دستور داد کلیسای جامعی برای او بسازند.
سقوط بغداد برای کل جهان اسلام یک ضربه مهم بود. پس از سال‌ها ویرانی مطلق، این شهر به یک مرکز اقتصادی تبدیل شد که در آن تجارت بین‌المللی، ضرب سکه و امور مذهبی در زمان ایلخانان رونق گرفت.داروغه رئیس مغول پس از آن در شهر مستقر شد.

## در ادبیات
سعدی، شاعر ایرانی در رثای مستعصم چنین گفته است:
| آسمان را حق بُوَد گر خون بگرید بر زمین    |  | بر زوال مُلک مستعصم امیرالمؤمنین        |
| ای مُحمد گر قیامت می‌برآری سر ز خاک       |  | سربرآور وین قیامت در میان خلق بین      |
| نازنینان حرم را خون خلق بی‌دریغ          |  | ز آستان بگذشت و ما را خون چشم از آستین |
| زینهار از دور گیتی و انقلاب روزگار      |  | در خیال کس نیامد کان چنان گردد چنین    |
| دیده بردار ای که دیدی شوکت باب‌الحرم     |  | قیصران روم سر بر خاک و خاقانان چین     |
| خون فرزندان عمِّ مصطفی شد ریخته           |  | هم بر آن خاکی که سلطانان نهادندی جبین  |
| نوحه لایق نیست بر خاک شهیدان زان که هست |  | کمترینِ دولت ایشان را بهشت برترین       |
| لیکن از روی مسلمانی و کوی مرحمت         |  | مهربان را دل بسوزد بر فراق نازنین      |
| بر زمین خاک قدمشان توتیای چشم بود       |  | روز محشر خونشان گلگونه حوران عین       |
| قالب مجروح اگر در خاک و خون غلتد چه باک |  | روح پاک اندر جوار لطف رب‌العالمین       |
|                                         |  | سعدی                                   |